# Aragaz

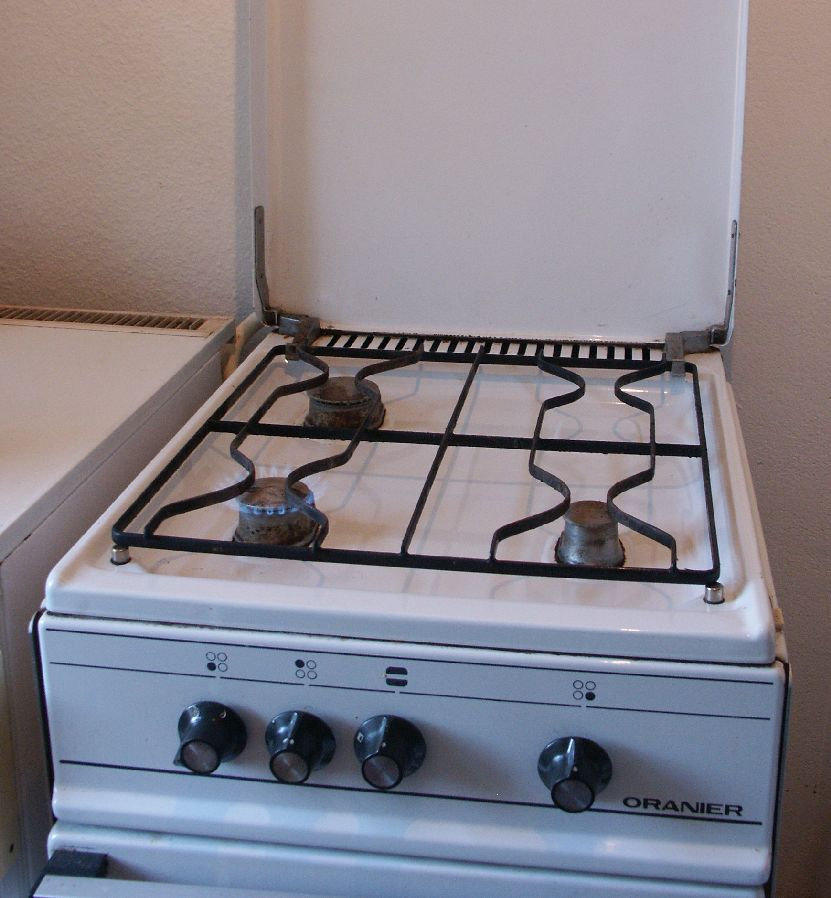
Aragaz.

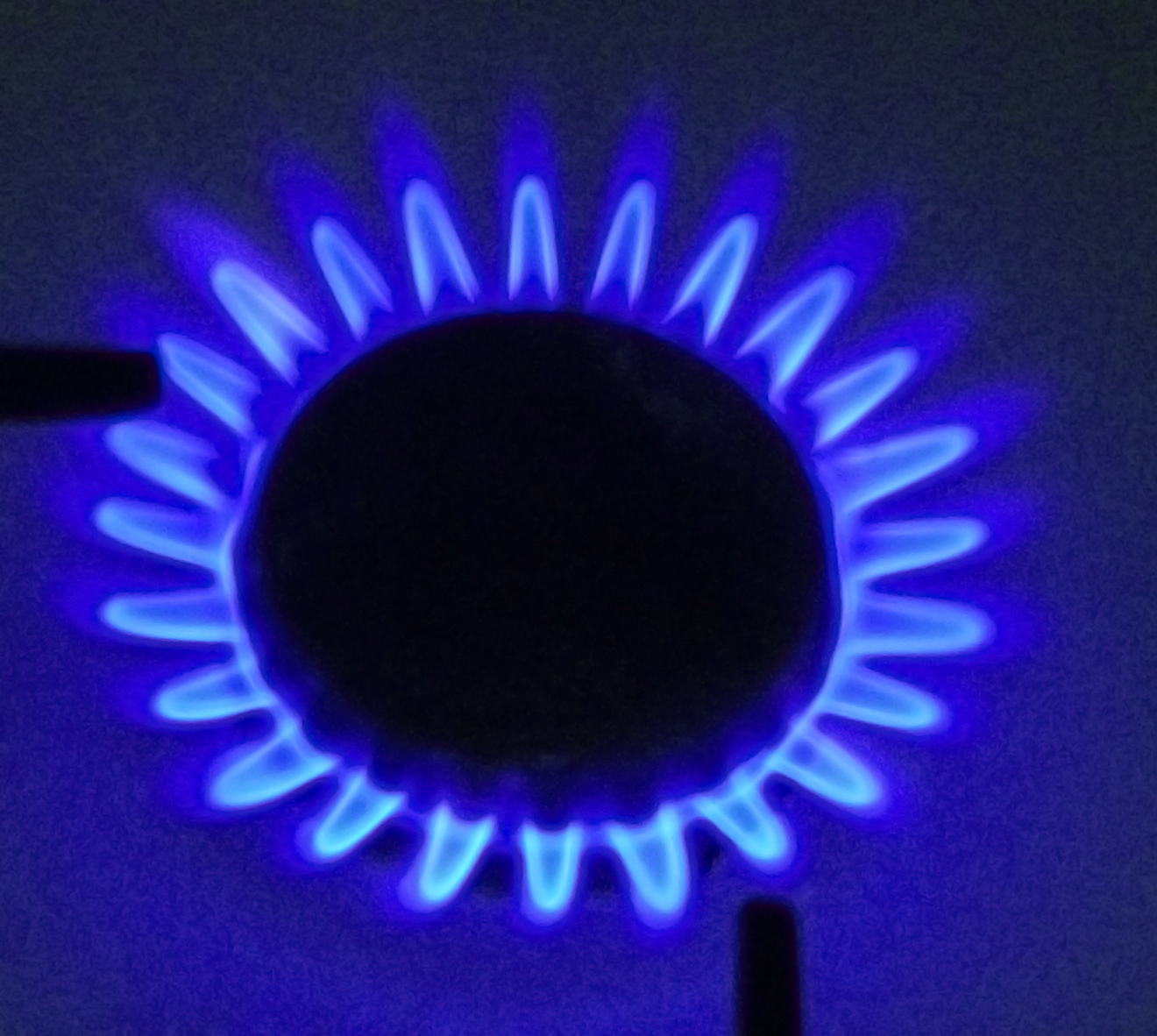
Un ochi de aragaz

Un aragaz este o mașină de gătit folosită în bucătărie la prepararea termică a alimentelor, folosind în acest scop gaz petrolier lichefiat (GPL). Denumirea de aragaz provine de la gazul petrolier lichefiat produs de rafinăria Astra Română (A.R.+gaz), care era format din cca. 8 % propan și restul butan. Prin extensie, această denumire este folosită și dacă combustibilul ars este gazul natural.

## Istoric
Primele aragaze (forma aragazuri a fost eliminată) au apărut în anii 1820. James Sharp a obținut în 1826 un brevet, iar în 1836 a început producția industrială. Deși un astfel de aparat a fost expus la Expoziția Universală din Londra din 1851, tehnologia se dezvoltă doar după 1880, datorită slabei dezvoltări a rețelelor de distribuție a gazelor. Ulterior s-a adăugat și cuptorul, iar dimensiunea a fost redusă pentru a încăpea ușor într-o bucătărie.

## Legături externe
Ghid despre aragaz electric - explicarea tehnologiilor folosite. Arhivat în 1 decembrie 2016, la Wayback Machine.